# قایق‌رانی آب‌های آرام

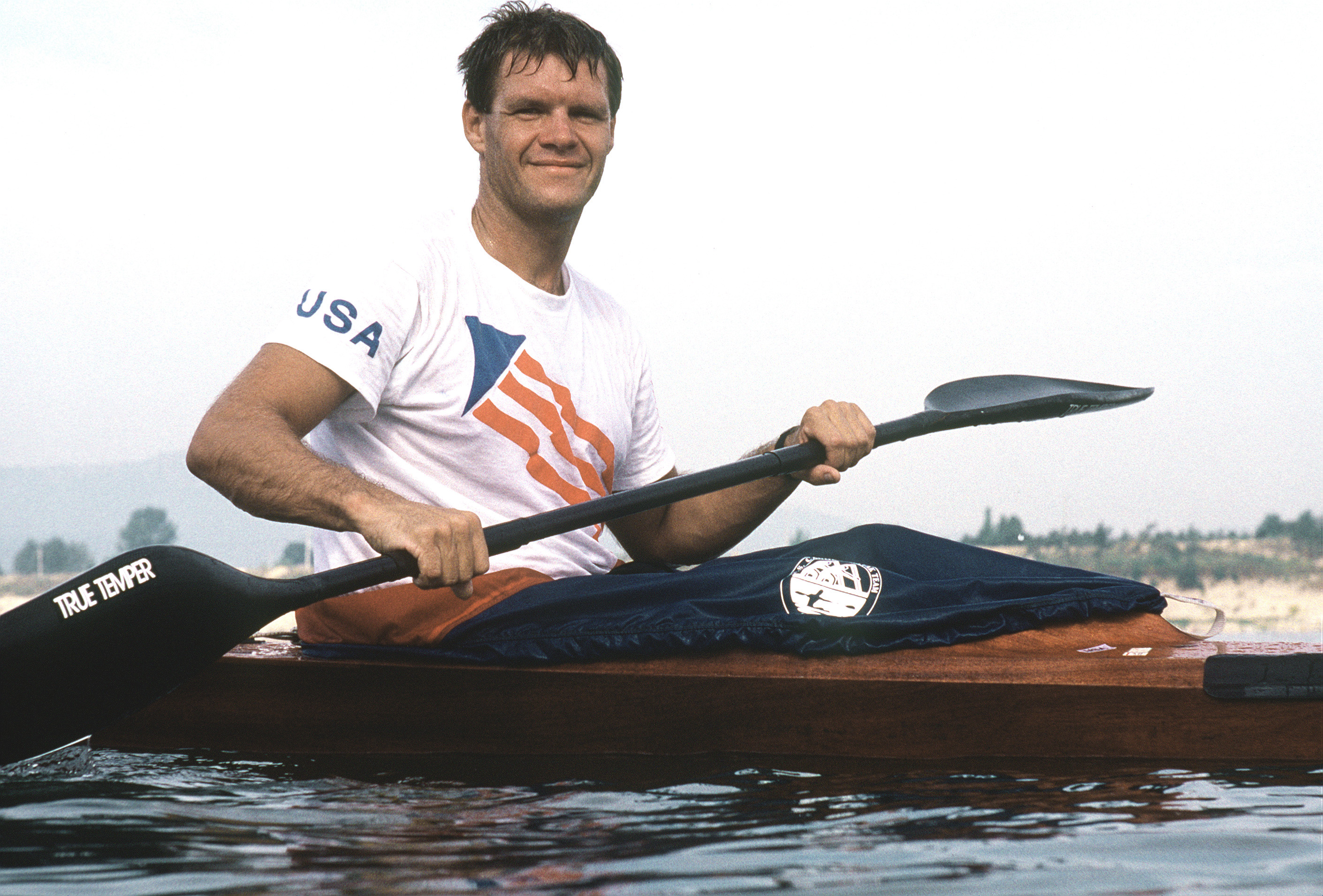
یورگن هاگمن در سال ۱۹۸۸ در رشته قایق‌رانی آب‌های آرام

قایق‌رانی آب‌های آرام یکی از رشته‌های ورزش قایق‌رانی است که در دریاچه‌ها یا آب‌های راکد انجام می‌شود. قایق‌های مورد استفاده در آب‌های آرام کایاک و کانو هستند؛ که مسابقات آنها در مواد ۱، ۲ ، ۳ و ۴ نفره انجام می‌شود.
مسابقات این رشته در مسافت های ۲۰۰، ۵۰۰ و ۱۰۰۰ متر برگزار میگردد. اگر چه در این رشته مسابقات به صورت ماراتن نیز برگزار می‌گردند.